# Belaja (Kama)
De Belaja ("de Witte") of Agidel (Russisch: Белая; Basjkiers: Ағиҙел; Tataars: Ağidel; van het Turkse ak; "Witte" en idel; "rivier") is een Russische rivier in de autonome republiek Basjkirostan en de belangrijkste rivier van deze republiek.
Haar bron ligt in de moerassen ten oosten van de berg Iremel in de Zuidelijke Oeral. De rivier loopt eerst door een moerasachtig gebied. Ten zuiden van de nederzetting Tirljanski wordt de stroomvlakte smaller. Op sommige plaatsen heeft de Belaja daar steile oevers die bedekt zijn met bos. Bij het verlaten van de Oeral stroomt vanaf de rechterzijde de Noegoesj in de rivier, waarna de stroomvallei zich verbreedt. Na de instroom van de Oefa vervolgt de rivier haar weg met een vlak stroomdal. Daar begint de rivier sterk te kronkelen en vormt vele meanders. Aan de rechterzijde van de rivier is het reliëf daar over het algemeen heuvelachtiger dan aan de linkerzijde. De Belaja stroomt in de rivier de Kama in de buurt van Neftekamsk.
De Belaja wordt vooral gevoed door sneeuw. Bij de stad Birsk is het gemiddelde jaarlijkse debiet 858 m³/s. De rivier is bevroren van half november tot half april.
De rivier staat via de Kama, Wolga en Oka in verbinding met Moskou en op de rivier vinden toeristenreizen plaats tussen Oefa en Moskou. De rivier is een van de meest populaire raftrivieren van de Oeral.
De belangrijkste zijrivieren zijn aan de linkerkant de Noegoesj, Sim, Oefa, Bir en de Tanyp en aan de rechterkant de Asjkadar, Oersjak, Djoma, Karmasan, Tsjermasan, Baza en de Sjoen. Belangrijke steden langs de rivier zijn Beloretsk, Salavat, Isjimbaj, Sterlitamak, Oefa (waar de Oefa de rivier instroomt) en Birsk.
- Gemeinsame Normdatei: 4238495-3
- Virtual International Authority File: 242183012